# Vysočany (ort)
Vysočany är en ort i Tjeckien.   Den ligger i regionen Södra Mähren, i den sydöstra delen av landet, 160 km sydost om huvudstaden Prag. Vysočany ligger 437 meter över havet och antalet invånare är 112.
Terrängen runt Vysočany är platt.Runt Vysočany är det ganska glesbefolkat, med 42 invånare per kvadratkilometer. Närmaste större samhälle är Moravské Budějovice, 15,1 km nordost om Vysočany. Trakten runt Vysočany består till största delen av jordbruksmark.